# Ramsey Lewis
Ramsey Emmanuel Lewis Jr. (ur. 27 maja 1935 w Chicago, zm. 12 września 2022 tamże) – amerykański pianista i kompozytor jazzowy, osobowość radiowa. Nazywany największym performerem jazzu, ze względu na swój styl, łączący gospel i utwory klasyczne. Uhonorowany pięcioma złotymi płytami i trzema nagrodami Grammy. Łącznie nagrał ponad 80 albumów.

## Życiorys
Ramsey Lewis urodził się w Chicago, stan Illinois. Jego ojcem był Ramsey Lewis, matką Pauline Lewis. Naukę gry na pianinie rozpoczął w wieku 4 lat. W wieku 15 dołączył do swojego pierwszego zespołu jazzowego, siedmioosobowej grupy The Cleffs, z której członkami - perkusistą Isaakiem "Redd" Holtem i basistą Eldeem Youngiem utworzył Ramsey Lewis Trio.
Trio wydało pierwszy album, zatytułowany Ramsey Lewis and the Gentlemen of Swing, łączący style jazz i pop, w roku 1956. Płyta dotarła do drugiego miejsca na listach przebojów, a zawarty na niej utwór The In Crowd do miejsca piątego.
W latach 1956–1966 Trio wydało łącznie 15 albumów a wśród nich single The In Crowd (1956), Hang On Sloopy (1956) oraz Wade in the Water (1966), z których każdy zdobył złotą płytę, sprzedając się w ilości ponad 1 miliona egzemplarzy.
W roku 1966 Young i Holt opuścili zespół, tworząc własne Young-Holt Trio. Ich miejsca zajęli Cleveland Eaton i Maurice White. Miejsce White'a w roku 1970 zajął Maurice Jennings. W późniejszych latach, miejsca obu pozostałych członków trio zajmowali Franky Donaldson i Bill Dickens. W nagraniach z lat osiemdziesiątych pojawia się także Felton Crews.

## Dyskografia
| Album                                                                      | Date    |
| -------------------------------------------------------------------------- | ------- |
| Gentlemen of Swing                                                         | 1956    |
| Gentlemen of Jazz                                                          | 1958    |
| Lem Winchester with the Ramsey Lewis Trio                                  | 1958    |
| Down to Earth (Music from the Soil)                                        | 1959    |
| An Hour with the Ramsey Lewis Trio                                         | 1959    |
| Stretching Out                                                             | 1960    |
| More From Soil                                                             | 1961    |
| Never on Sunday                                                            | 1961    |
| Sounds of Christmas                                                        | 1961    |
| Bossa Nova                                                                 | 1962    |
| The Sound of Spring                                                        | 1962    |
| The In Crowd Live at the Bohemian Cavern                                   | 1962    |
| Pot Luck                                                                   | 1963    |
| Barefoot Sunday Blues                                                      | 1963    |
| Bach to the Blues                                                          | 1964    |
| More Sounds of Christmas                                                   | 1964    |
| At the Bohemian Caverns                                                    | 1964    |
| Country Meets the Blues                                                    | 1964    |
| The In Crowd                                                               | 1965    |
| Choice! The Best of the Ramsey Lewis Trio                                  | 1962-64 |
| Hang on Ramsey (Live)                                                      | 1965    |
| Wade in the Water                                                          | 1966    |
| The Movie Album                                                            | 1966    |
| The Groover (Live)                                                         | 1966    |
| Hang on Sloopy                                                             | 1966    |
| Goin' Latin                                                                | 1967    |
| Dancing in the Street                                                      | 1967    |
| Up Pops Ramsey                                                             | 1967    |
| Greatest Sides, Vol. 1                                                     | 1964-67 |
| Maiden Voyage                                                              | 1968    |
| Mother Nature's Son                                                        | 1968    |
| Live in Tokyo                                                              | 1968    |
| Solid Ivory (His Greatest Hits)                                            | 1963-68 |
| Another Voyage                                                             | 1969    |
| The Piano Player                                                           | 1969    |
| The Best of Ramsey Lewis                                                   | 1970    |
| Them Changes                                                               | 1970    |
| Back to the Roots                                                          | 1971    |
| Upendo Ni Pamoja                                                           | 1972    |
| Funky Serenity                                                             | 1973    |
| Newly Recorded . . . Golden Hits                                           | 1973    |
| Solar Wind                                                                 | 1974    |
| Sun Goddess                                                                | 1974    |
| Don't It Feel Good                                                         | 1975    |
| Salongo                                                                    | 1976    |
| Love Notes                                                                 | 1977    |
| Tequila Mockingbird                                                        | 1977    |
| Legacy                                                                     | 1978    |
| Ramsey                                                                     | 1979    |
| Routes                                                                     | 1980    |
| Best of Ramsey Lewis                                                       | 1981    |
| Blues for the Night Owl                                                    | 1981    |
| Three Piece Suite                                                          | 1981    |
| Live At The Savoy                                                          | 1982    |
| Chance Encounter                                                           | 1982    |
| Les Fleurs                                                                 | 1983    |
| Reunion                                                                    | 1983    |
| The Two of Us (with Nancy Wilson)                                          | 1984    |
| Fantasy                                                                    | 1985    |
| Keys To The City                                                           | 1987    |
| A Classic Encounter                                                        | 1988    |
| We Meet Again (with Billy Taylor)                                          | 1989    |
| Urban Renewal                                                              | 1989    |
| Electric Collection                                                        | 1991    |
| This is Jazz #27                                                           | 1991    |
| Ivory Pyramid                                                              | 1992    |
| Sky Islands                                                                | 1993    |
| Urban Knights I                                                            | 1995    |
| Between the Keys                                                           | 1996    |
| Urban Knights II                                                           | 1997    |
| Dance of the Soul                                                          | 1998    |
| Appassionata                                                               | 1999    |
| Urban Knights III                                                          | 2000    |
| Ramsey Lewis's Finest Hour                                                 | 2000    |
| Urban Knights IV                                                           | 2001    |
| Meant To Be (with Nancy Wilson)                                            | 2002    |
| 20th Century Masters - The Millennium Collection: The Best of Ramsey Lewis | 2002    |
| Urban Knights V                                                            | 2003    |
| Simple Pleasures                                                           | 2003    |
| Time Flies                                                                 | 2004    |
| Urban Knights VI                                                           | 2005    |
| With One Voice                                                             | 2005    |
| The Best of Urban Knights                                                  | 2005    |
| The Very Best of Ramsey Lewis                                              | 2006    |
| Mother Nature's Son                                                        | 2007    |
| Songs from the Heart: Ramsey Plays Ramsey                                  | 2009    |

## Nagrody i wyróżnienia

### Nagrody Grammy
| Przyznane Nagrody Grammy |                                                                 |                       |         |            |           |
| Rok                      | Kategoria                                                       | Tytuł                 | Gatunek | Wytwórnia  | Wynik     |
| 1965                     | Best Jazz Performance - Small Group or Soloist with Small Group | "The In Crowd"        | Jazz    | Argo/Chess | Zwycięzca |
| 1966                     | Best Rhythm & Blues Group Performance - Vocal or Instrumental   | "Hold It Right There" | R&B     | Chess      | Zwycięzca |
| 1973                     | Best Rhythm & Blues Instrumental Performance                    | "Hang on Sloopy"      | R&B     | MCA        | Zwycięzca |

### Złote Płyty
Aktualnie warunkiem przyznania Złotej Płyty jest sprzedaż albumu w ilości 500 000 egzemplarzy.
| Złote Płyty |                        |           |
| Rok         | Tytuł                  | Wytwórnia |
| 1965        | The In Crowd           | Chess     |
| 1966        | Hang on Sloopy         | Rhapsody  |
| 1966        | Wade in the Water      | Chess     |
| 1968        | The Sound of Christmas | Chess     |
| 1976        | Sun Goddess            | Columbia  |

### Wyróżnienia
- 2002 Zaproszony do niesienia znicza Zimowych Igrzysk Olimpijskich w Salt Lake City[8]
- 2003 Nagroda NAACP dla najlepszego artysty jazzowego przyznana za album Simple Pleasures[9]
- 2006 Przyznana coroczna nagroda The Annual Stellar Gospel Music Awards w kategorii najlepszego instrumentalnego albumu gospel za album With One Voice(2005)[10]
- 2007 Jazz Masters Award przyznana przez agencję The National Endowment for the Arts[11]
- 2007 Legendary Landmark Award przyznana przez organizację non-profit Landmarks Illinois[12]